# جيري ديلاني
جيري ديلاني (بالإنجليزية: Jerry Delaney)‏ هو لاعب كرة قدم أمريكية أمريكي، (ولد في ورسستر في الولايات المتحدة 1873  م).